# Bouvreuil pivoine
Pyrrhula pyrrhula
Espèce
Statut de conservation UICN

 LC  : Préoccupation mineure
Le Bouvreuil pivoine (Pyrrhula pyrrhula) est une espèce de passereaux d'Eurasie appartenant à la famille des Fringillidae.
Il vit et se nourrit en couple, à la lisière d'un bois ou d'une haie. Il disparaît rapidement si on l'approche. Visiteur régulier des petits jardins, surtout dans les régions riches en vergers, il reste très discret, à l'abri de la végétation.
Sa livrée élégante lui vaut d'être l'un des passereaux les plus populaires et il est souvent représenté sur les cartes de vœux de la nouvelle année, sur fond de paysage enneigé[réf. nécessaire].

## Morphologie

### Mensuration

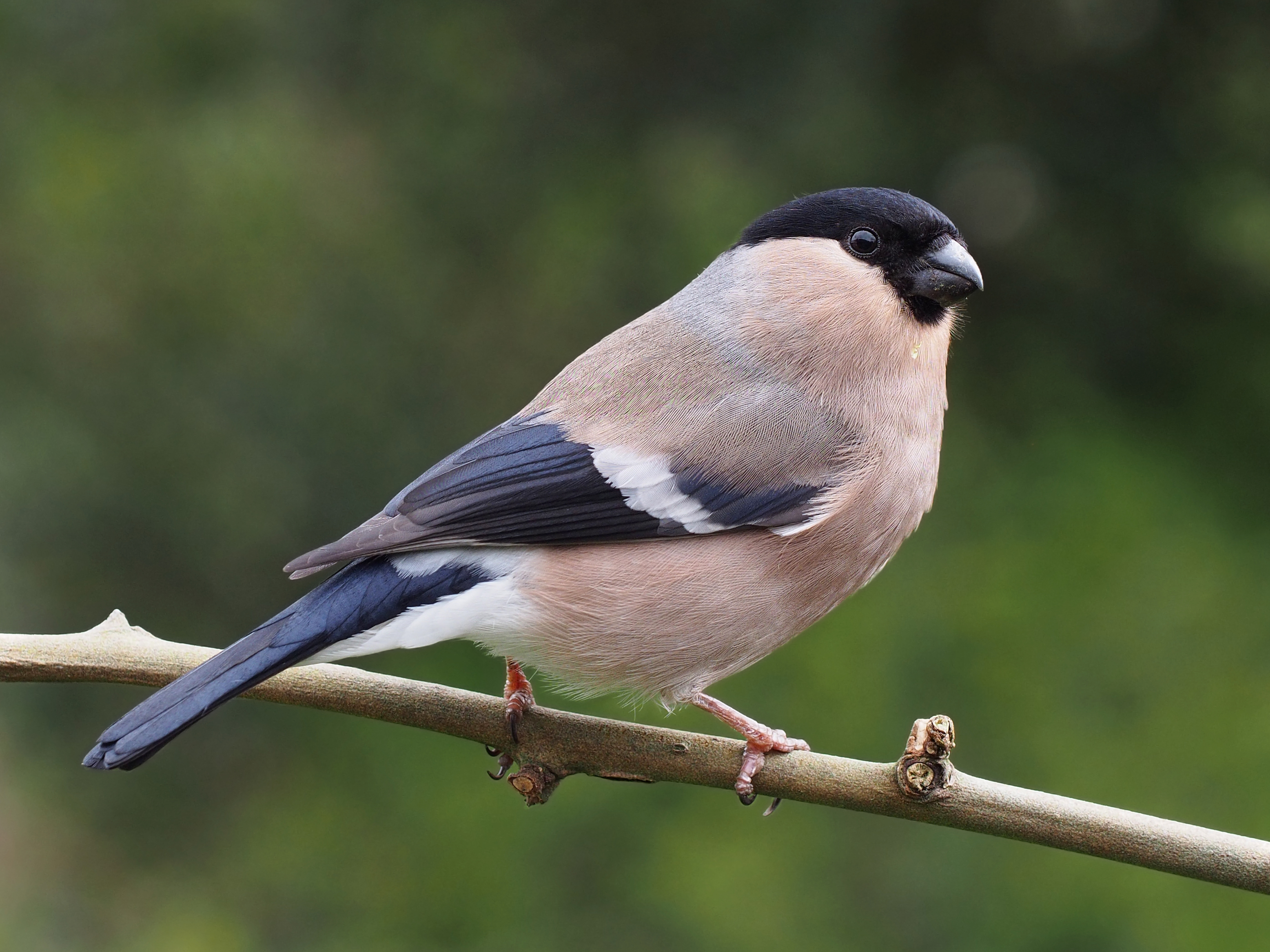
Bouvreuil pivoine femelle.

Le Bouvreuil pivoine mesure 14,5 à 16 cm de longueur pour une envergure de 28 cm et une masse de 21 à 38 g,. 

### Plumage
Le plumage de son dos est gris, les ailes et la queue sont noires ainsi que le dessus de la tête. Le croupion est blanc. Le mâle se distingue par ses joues, sa poitrine et son ventre rouge rosé. La femelle arbore une poitrine plus terne, gris-orangé ou beige. 
Le plumage du jeune est similaire à celui de la femelle, à l'exception de la tête qui est dépourvue de calotte noire. Il acquiert ensuite un aspect proche de celui de la femelle, mais avec une calotte brune.

### Corps
Cet oiseau est pourvu d’un bec noir, court et puissant. Il possède une forte carrure. Sa silhouette toute en rondeur et son naturel très paisible lui confèrent une allure débonnaire, que confirment ses mouvements lents et mesurés et son comportement très pacifique vis-à-vis de ses congénères. 

## Comportement

### Alimentations

#### Régime alimentaire

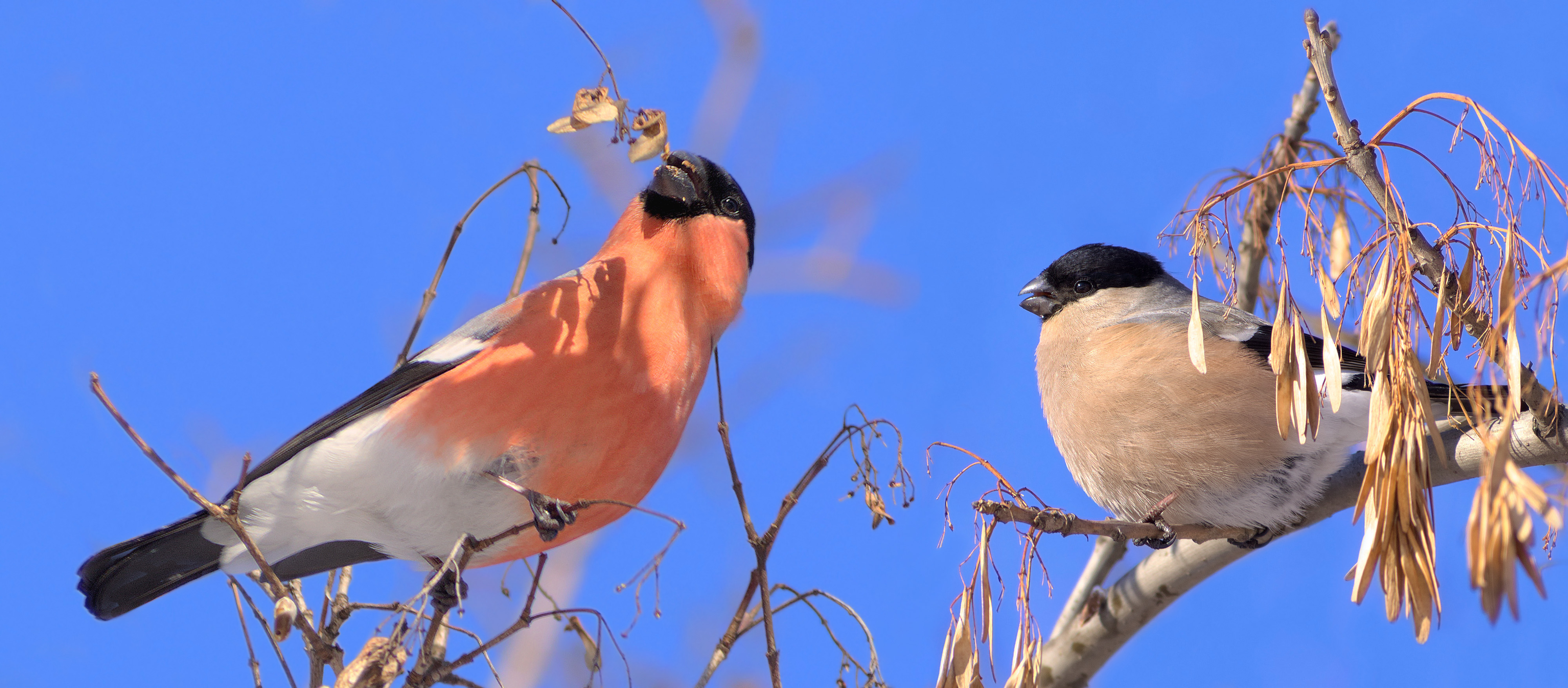
Les bouvreuils mangent des graines de frêne

Le Bouvreuil pivoine se nourrit presque exclusivement de graines et de bourgeons. Il trouve principalement sa subsistance sur les arbres, dont il pioche les semences, notamment les bouleaux, charmes, aulnes, lilas communs, érables et frênes. Il se nourrit aussi des graines des résineux, dont il parvient aisément à décortiquer les cônes, et des herbes folles : armoise, orties, séneçon, pissenlit..., ainsi que de celles contenues dans les baies sauvages. Les bourgeons qu'il consomme sont en priorité ceux des arbres fruitiers.
Le Bouvreuil pivoine se nourrit souvent en couple ou en petit groupe, à la lisière d'un bois ou d'une haie. Il disparaît rapidement si on l'approche. Visiteur régulier des petits jardins, surtout dans les régions riches en vergers, il reste très discret, à l'abri de la végétation.
En hiver, il mange les fruits secs et charnus des sureaux, églantiers, sorbiers et autres plantes ligneuses qui l'attirent dans les parcs. Avec son bec puissant, il ouvre l'enveloppe des graines et avale leur contenu. À la fin de l'hiver, lorsque les fruits se font plus rares, il se tourne vers les bourgeons des arbres à feuillage caduc. 
En été, il chasse les petits insectes, essentiels pour l'alimentation des oisillons.

#### Acquisition de la nourriture
Le Bouvreuil pivoine est un arboricole typique qui évolue dans les frondaisons des arbres et des buissons où il n’hésite pas à explorer des rameaux relativement fins pour accéder aux bourgeons. Il descend beaucoup plus rarement sur le sol pour picorer les graines. Lorsque les akènes sont logés au fond d’une corolle (pissenlit), le bouvreuil pivoine, contrairement aux Carduélinés au bec aigu qui saisissent les graines une à une, cisaille latéralement la tête de la plante pour accéder directement aux graines. Il prélève directement sa nourriture sur les branches et les rameaux en adoptant parfois des positions acrobatiques. Mais lorsque la tige des plantes herbacées est trop faible pour supporter son poids (souvent sur les orties), il exécute un vol sur place, pendant quelques secondes mais répété, tout en cueillant les graines du bec. Il lui arrive, rarement, de venir aux mangeoires.

### Comportement social

#### Comportement territorial
Le Bouvreuil pivoine est diurne et peu territorial. Il défend sa zone de nidification, mais pas son territoire.
Le comportement de formation de couples et de parade nuptiale a lieu pendant toute l'année sauf pendant la mue. Pendant la saison de reproduction, les couples et les familles restent entre eux. Ce n'est qu'à la fin de l'automne que se forment des petits groupes de dix animaux au maximum et des essaims plus importants, qui se dissolvent à nouveau entre fin février et début mars. Habituellement, la proportion de mâles correspond à celle des femelles. Cependant, certains oiseaux passent l'hiver en couple. Il s'agit principalement de vieux bouvreuils, qui préfèrent généralement rester avec leur partenaire.
Si deux partenaires de même sexe sont trouvés parmi les jeunes oiseaux en été, ils peuvent rester ensemble en automne et en hiver pour se séparer au printemps suivant.

#### Chant et cri
Comme on le voit peu à la belle saison, il est plus facilement repérable par son chant très dépouillé, un bref sifflement, doux et mélancolique, sur une seule note.

### Reproduction

#### Parade nuptiale
Malgré un dimorphisme sexuel prononcé, la parade nuptiale n’incombe pas exclusivement au mâle. La femelle, qui semble à l’origine de la formation du couple, répond aux avances du mâle par des mouvements similaires du corps et de la queue. En parade nuptiale, le mâle gonfle la poitrine, sautille autour de la femelle et se balance lourdement tout en émettant une série de gloussements et de notes sifflées, grinçantes et flûtées de basse tonalité. La queue est latéralement orientée vers sa partenaire pendant ces démonstrations. Des mouvements de contorsion du corps et d’élévation du cou sont notés peu avant l’accouplement. Avant la construction du nid, le mâle se livre à une parade de type « offrande de brindille ». Ainsi il saisit une brindille au sol puis s’envole l’offrir à sa femelle. Cette dernière en recueille une à son tour et les deux partenaires s’envolent « brindille au bec ». Il existe aussi un « baiser des becs » suivi d’un nourrissage de parade, symbolique au début, effectif ensuite. Ces types de comportements visent assurément à stimuler l’accouplement tant chez le mâle que chez la femelle. La copulation est d’ailleurs régulièrement observée à ces moments-là.

#### Nidification
Un peu plus tard, le mâle tente d’attirer sa partenaire vers un site potentiel de nidification par l’émission de petits cris gutturaux très spécifiques, mais la construction du nid incombe à la femelle. Elle est néanmoins accompagnée par le mâle lors de ses allées et venues. L’emplacement du nid se situe habituellement entre 0,50 et 1,50 m dans un jeune conifère, un genévrier, un buisson feuillu, mais aussi dans les massifs ornementaux (if, cyprès, thuya...) des parcs et des jardins. Le nid, très caractéristique, comprend une assise et une couronne de petits rameaux secs de conifères (secondairement de feuillus) et une coupe interne de fines racines et de radicelles avec un peu de poils ou de crin de mammifères (chevreuil, lièvre, cheval, lapin) à l’intérieur. Un nouveau nid est construit pour chaque ponte.

#### Ponte et couvaison
La femelle y dépose ensuite 4 à 6 œufs bleu clair faiblement tachetés et vermiculés de brun noir sur la couronne du gros pôle. Elle couve également seule pendant 12 à 14 jours, ne s’absentant très brièvement du nid que pour aller en quête de nourriture. Là encore, le mâle la suit dans ses allées et venues. L’élevage et le nourrissage des oisillons sont assurés par les deux parents sur une durée de 14 à 16 jours au nid, puis 15 à 20 jours encore après que les jeunes ont pris leur envol. Après cela, la famille reste tout de même unie jusqu’à l’automne. À la fin juin ou au début de juillet, le couple élève une seconde couvée, parfois suivie d’une troisième.

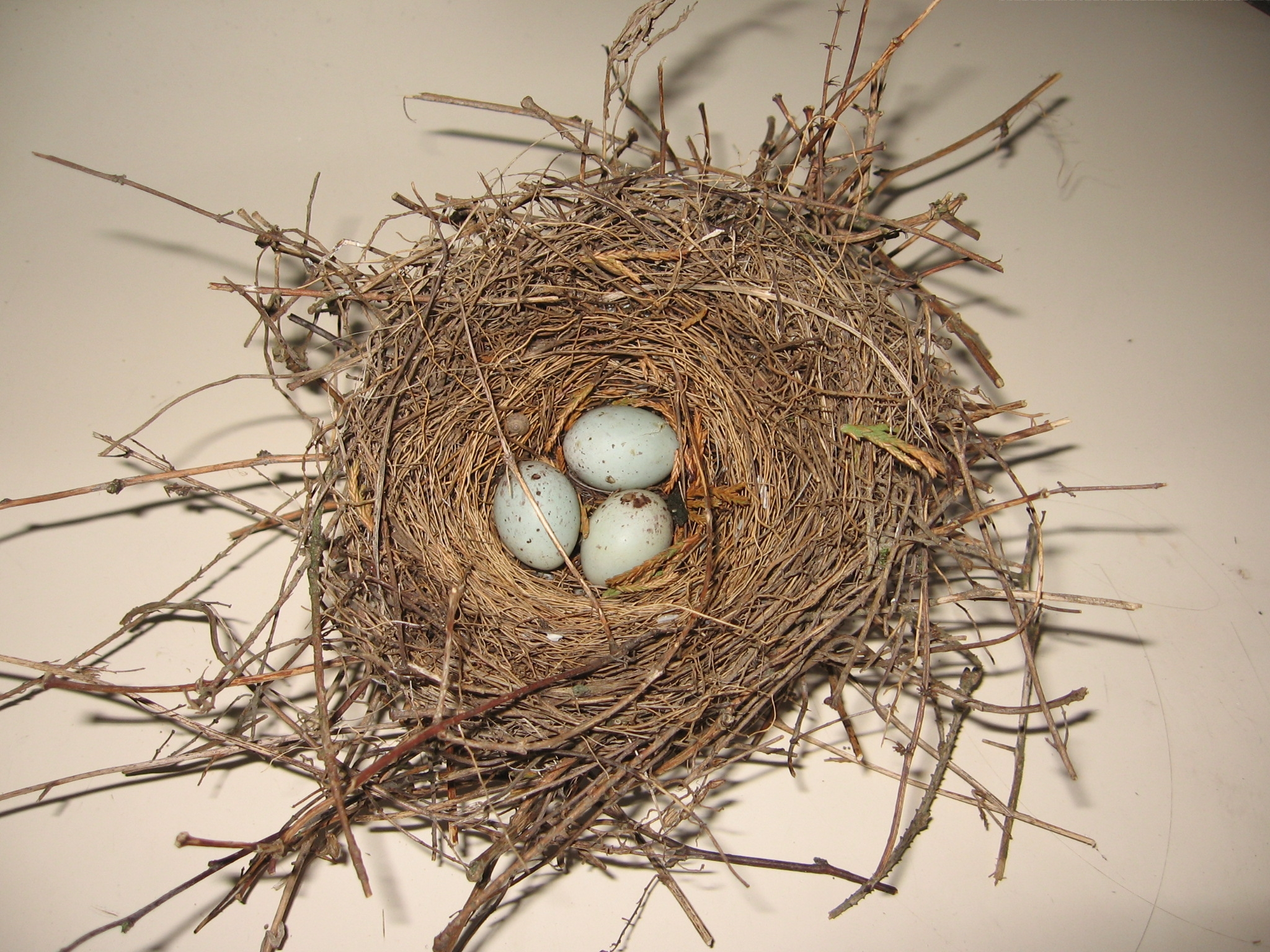
Nid de bouvreuil dont les œufs n'ont pas donné naissance à des oisillons.
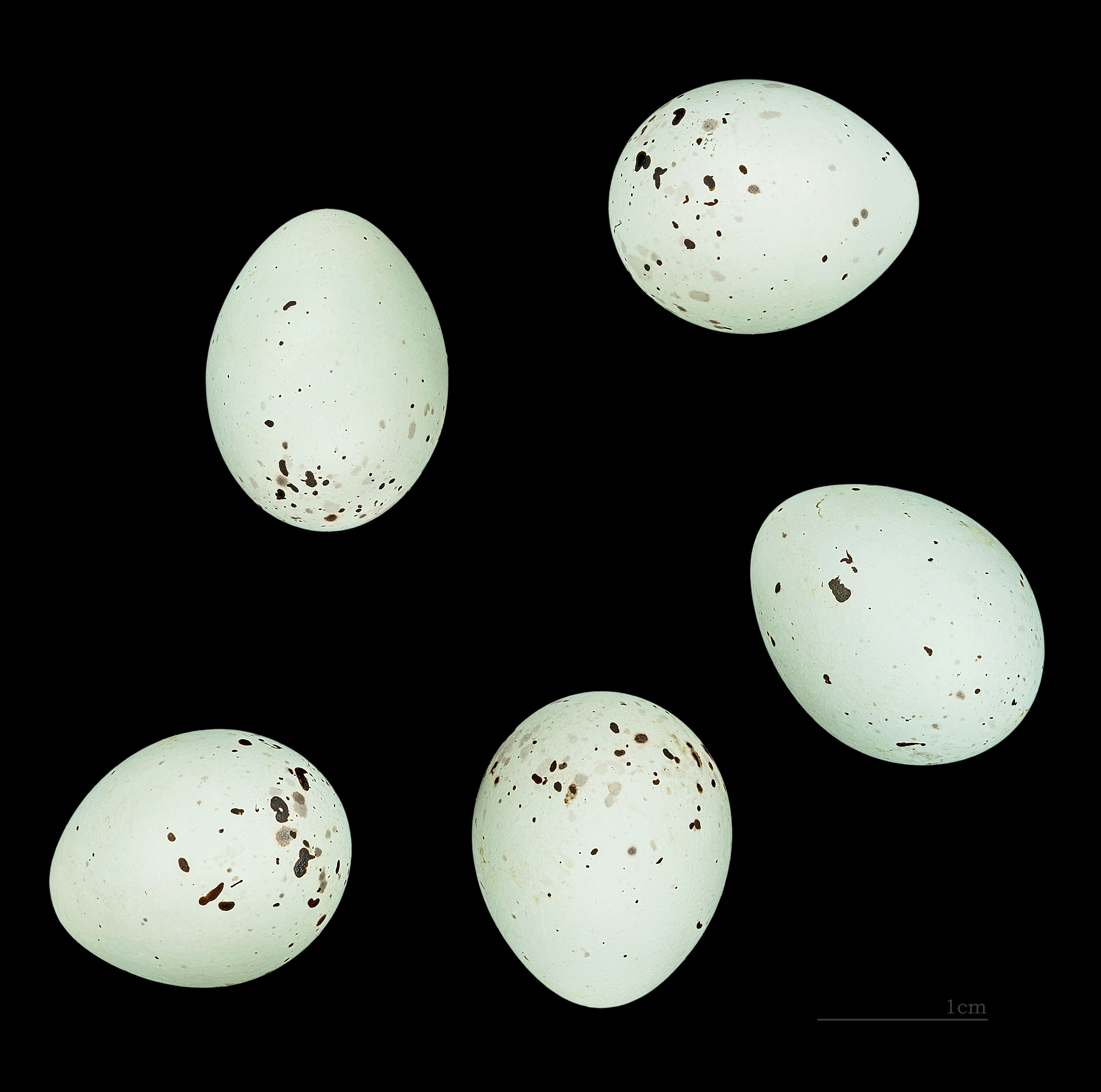
Œufs de Pyrrhula pyrrhula europoea Muséum de Toulouse.
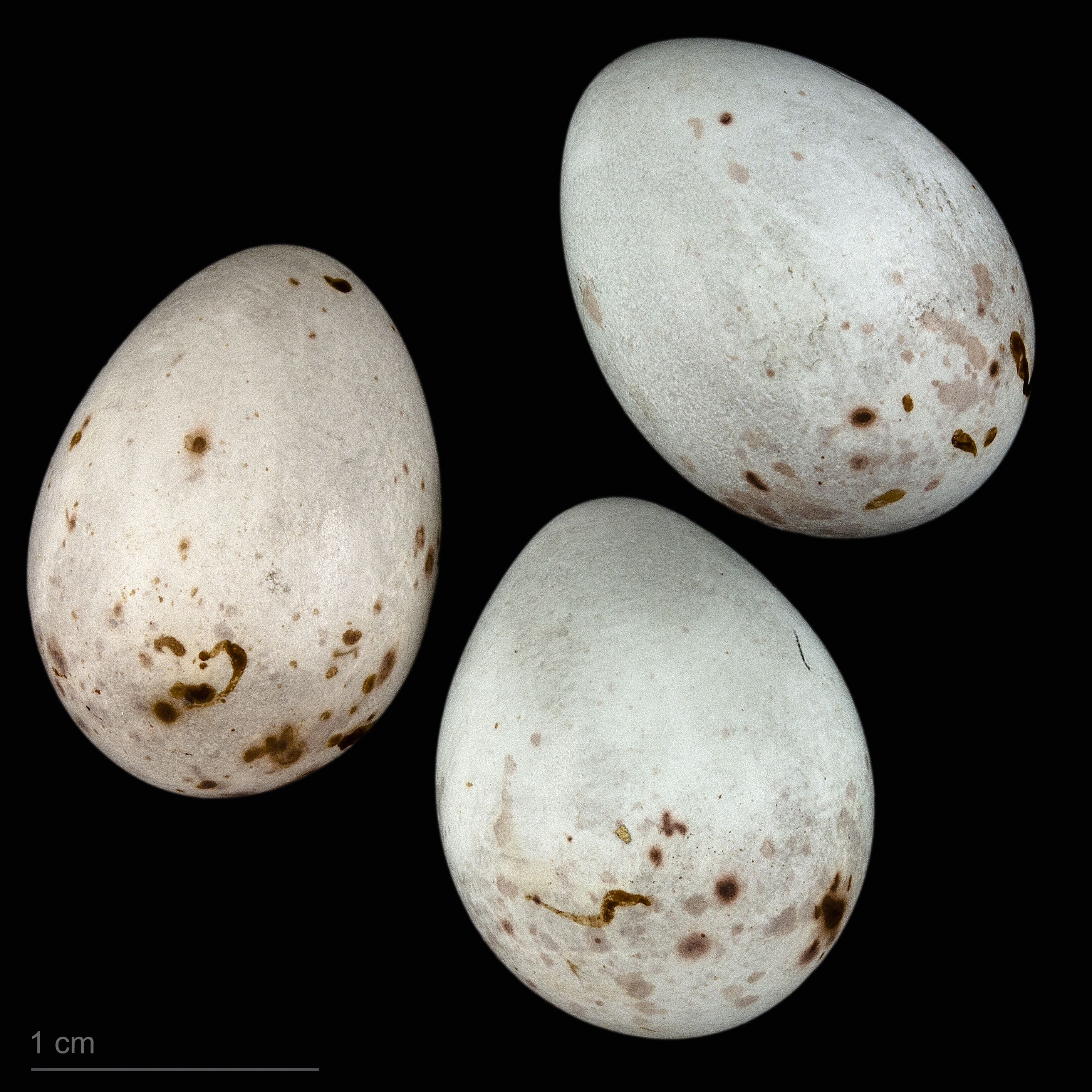
Oeufs de Pyrrhula pyrrhula pileata - Muséum de Toulouse

### Espérance de vie
Les Bouvreuils pivoines vivant en liberté ont une durée de vie maximale de six à huit ans. Cependant, l'espérance de vie moyenne n'est que de trois ans. En captivité, ils peuvent vivre jusqu'à 17 ans.

### Prédateurs
L'Épervier d'Europe est le principal prédateur du Bouvreuil pivoine. Les œufs et les oisillons sont, eux, convoités principalement par le Geai des chênes, la Corneille noire, la belette, l'hermine et d'autres petits rongeurs.

## Répartition et habitat

### Répartition
Présente presque partout en Europe, l'espèce manque dans les régions méditerranéennes, où elle hiverne toutefois, et s’étend en Asie orientale jusqu’au Japon, à travers la Sibérie.

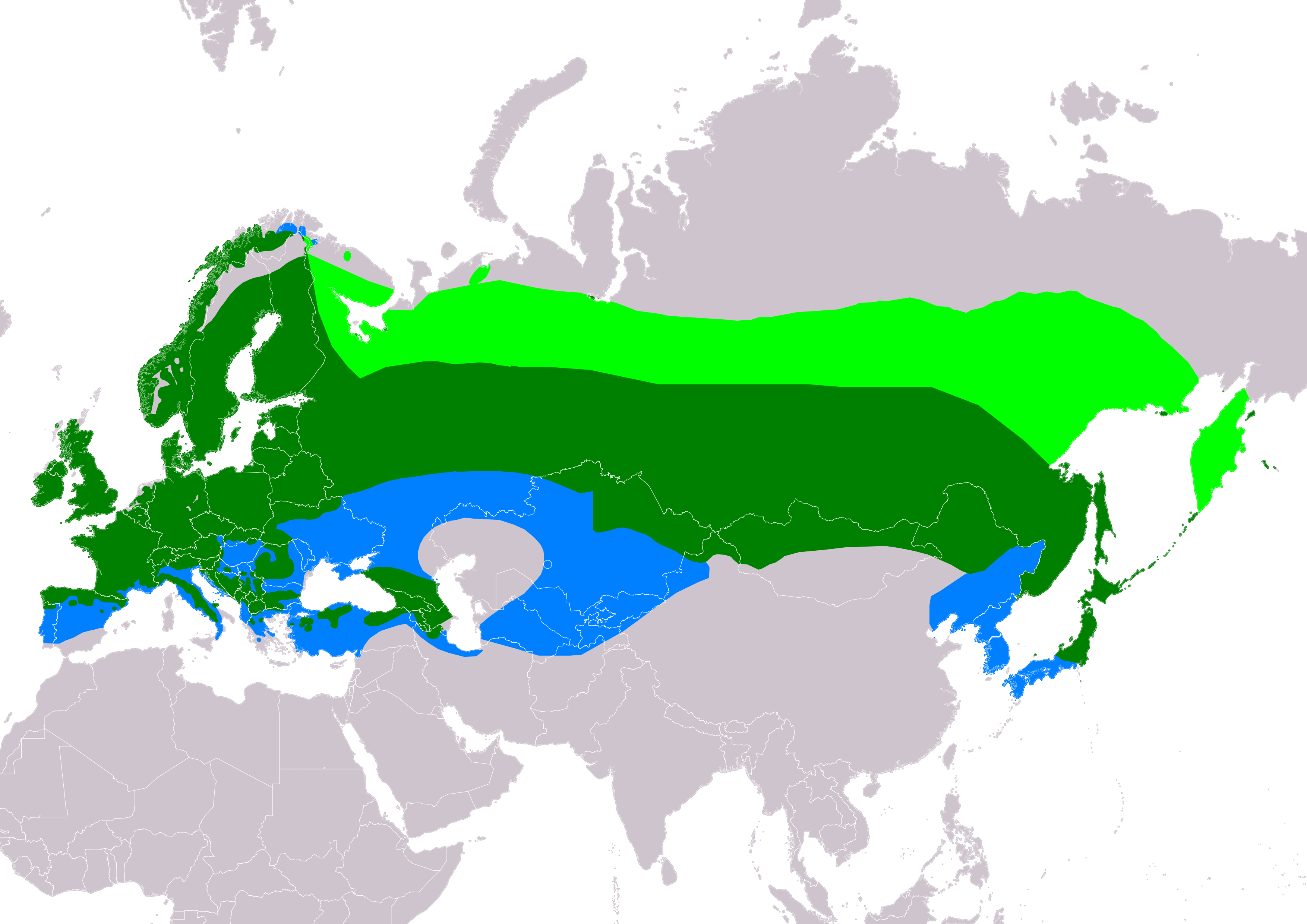
Aire de répartition du bouvreuil pivoine.

### Habitat
Le Bouvreuil pivoine fréquente surtout les milieux boisés, avec une prédilection pour les bois d'arbres à feuilles caduques, les fourrés et les bosquets. Il visite aussi régulièrement les parcs, jardins, haies et buissons et les vergers où il abonde en hiver et au printemps, attiré par les bourgeons des arbres fruitiers qu’il cisaille avec appétit. En Europe du Nord, en Sibérie et dans d'autres parties de la Russie, il préfère les forêts de conifères. Mais il ne s’écarte jamais très longtemps du couvert que lui offrent les arbres et les fourrés où il passe souvent inaperçu.

### Migrations
En Europe centrale, le Bouvreuil pivoine est relativement sédentaire en plaine, mais exécute des déplacements d’altitude plus ou moins réguliers en montagne notamment au printemps et à l’automne. Ces mouvements erratiques varient surtout en fonction de la disponibilité des ressources alimentaires. Il est un migrateur partiel au nord de son aire de répartition.
 (avril 2015).
- Si vous ne connaissez pas le sujet, laissez ce bandeau (vous pouvez alors contacter les auteurs).
- Si vous supprimez le contenu mis en cause (vous pouvez préalablement contacter les auteurs),

argumentez précisément cette suppression dans la page de discussion
(un manque de référence n'est pas un argument ; une recherche réelle de référence doit avoir été effectuée, être formellement documentée).

#### Les invasions de 2004 et 2005
Mais un afflux inhabituel de bouvreuils fut signalé en Europe occidentale avec une observation dès la mi-septembre 2004 en Suède. Ces déplacements furent rapidement repérés dans les îles Britanniques, notamment en Écosse et sur la côte est de l'Angleterre. Ils atteignaient l'Islande, l'Irlande, les Pays-Bas et la France fin octobre pour se poursuivre vers le sud. La Suisse et l'Autriche, à partir de novembre, puis l'Italie (plaine du Pô), le Luxembourg et la Belgique, en décembre, signalaient à leur tour la présence de ces oiseaux. Enfin une arrivée massive et totalement inhabituelle était également signalée en Europe de l'Est, jusqu'en Roumanie. Mais, outre l’ampleur de cette irruption, ces bouvreuils se distinguaient par leurs cris à sonorité trompetante jusqu’alors inconnus des ornithologues européens. Un autre critère d’identification de ces bouvreuils « trompetteurs » ou « trompetants » a aussi été signalé. Il consiste en taches blanches situées sous les rectrices externes. Ces taches se révèlent d’autant plus troublantes qu’elles étaient jusqu’alors considérées comme caractéristiques de cassinii, seules certaines sous-espèces d’Asie orientales présentent du blanc ou du gris sur ces parties, pas celles européennes. Malheureusement, ces étranges taches claires, difficiles à repérer en milieu naturel, ne semblaient pas présentes chez tous les oiseaux trompetteurs observés.
Dominique Michelat[Qui ?] précise que tous les individus présentant du blanc aux rectrices ne sont pas forcément des bouvreuils de Komi car en Fennoscandie, 18 à 26 % des oiseaux présentent ce critère, sans relation avec l’âge, le sexe et apparemment sans relation selon les années. Cependant, la proportion d'oiseaux présentant ce critère augmente chez les populations orientales.

Pierre Crouzier ajoute (in Ottaviani 2008) que l’invasion de 2005-2006 (la deuxième) a sans doute été plus forte que la précédente (2004-2005) mais que de rares trompetteurs furent notés en 2006-2007. Il considère que l’hypothèse avancée dans sa note demeure la plus vraisemblable et que ces oiseaux sont bien apparus dans le cadre de mouvements éruptifs d’un taxon oriental au cri jusqu’alors peu ou pas connu, eux-mêmes inscrits dans le cadre de mouvements plus globaux de diverses espèces forestières d’origine orientale. D’autres informations assez similaires sur ce sujet ont été publiées sur le site http://www.ornithomedia.com – Pratique – Identification : « L’invasion des bouvreuils trompetteurs/ Les invasions de 2004 et 2005 » et « Le phénomène s’est répété une deuxième fois ») et aussi sur le site http://www.lpo-auvergne.org.
Jules Fouarge ajoute (in Ottaviani 2008) que cet afflux s’est répété durant l’hiver suivant (donc encore en 2005-2006), les bouvreuils ayant visité les mêmes endroits qu’en 2004-2005, dans le sud de la Belgique, tout en délaissant de nombreux autres biotopes durant les deux hivers. Il ajoute que leur tendance à se déplacer groupés, à voler et à se nourrir dans des strates plus élevées que nos bouvreuils ainsi que leur régime alimentaire souvent orienté vers les samares (érables, frênes…) ou vers les baies de viorne (Viburnum opulus) et leur voix si caractéristique permettaient de les séparer aisément de nos bouvreuils indigènes avec lesquels ils ne paraissaient pas se mélanger. Il appelle avec humour ou par métaphore amusante ces mangeurs de samares « bouvreuils samaritains » ou ces oiseaux originaires des Komis « bouvreuils koministes ». Une photo (in Ottaviani 2008), prise en janvier 2006, montre un groupe de 12 bouvreuils trompetteurs.

## Systématique

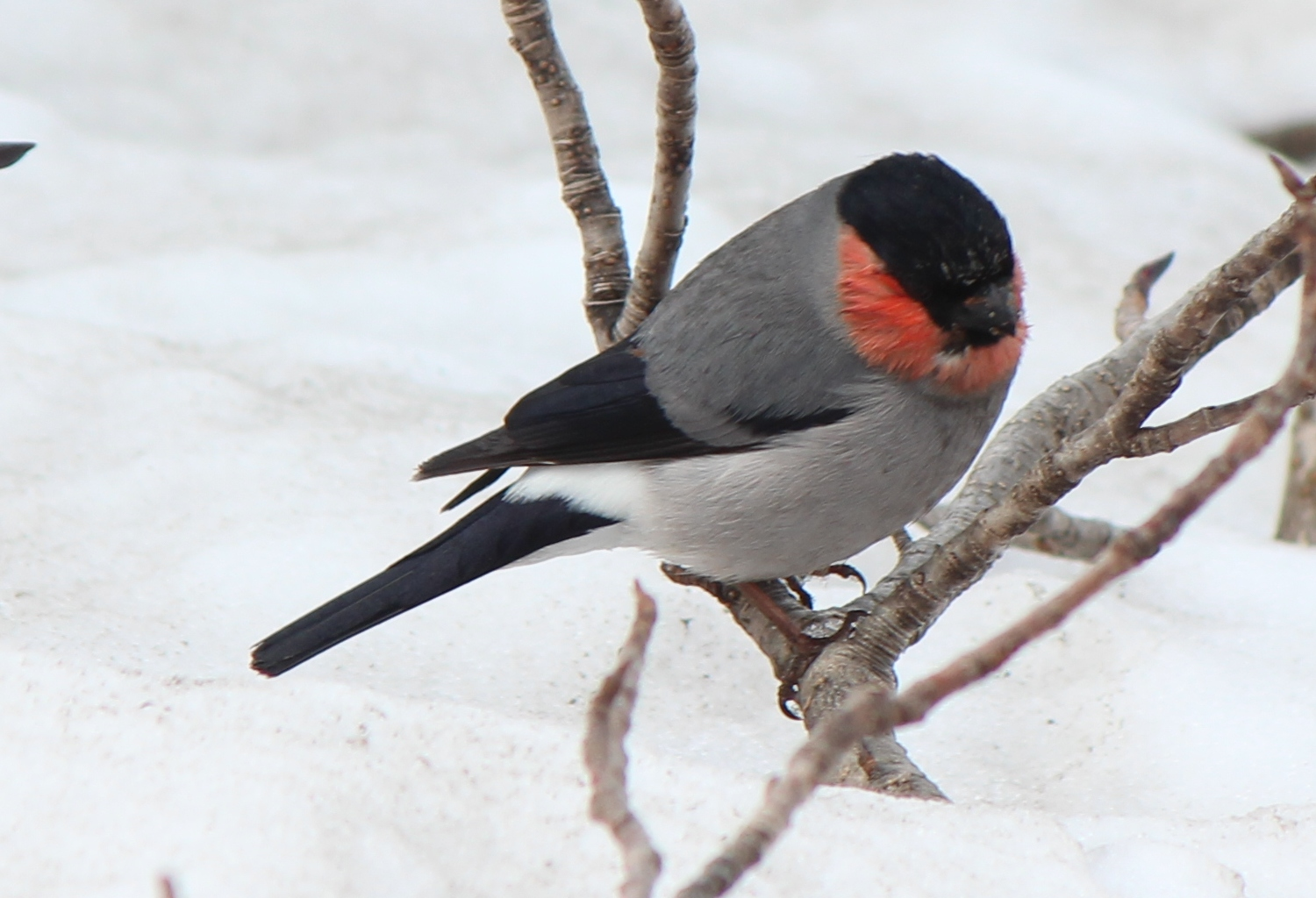
La sous-espèce P. p. griseiventris.

L'espèce Pyrrhula pyrrhula (du grec pyrrhos, « couleur de feu », référence à la couleur flamme de son plastron) a été décrite par le naturaliste suédois Carl von Linné en 1758, sous le nom initial de Loxia Pyrrhula (protonyme).
D'après le Congrès ornithologique international, cette espèce est constituée des dix sous-espèces suivantes (ordre phylogénique) :
- P. p. pileata (MacGillivray, 1837) : îles Britanniques et îles Anglo-Normandes ;
- P. p. pyrrhula (Linné, 1758), aussi appelée P. p. vulgaris : nord de l’Europe, Scandinavie, ex-URSS, Sibérie jusqu’au nord de la Mongolie et jusqu’aux côtes de la mer d’Okhotsk ; en migration, apparaît occasionnellement en Allemagne, Belgique, Suisse, nord de l’Italie, les Balkans, Grèce, Bulgarie et Roumanie ; plus grand (17 cm) : mâle plus foncé et avec le rouge plus vif que le bouvreuil pivoine ;
- P. p. europaea (Vieillot, 1816) : Danemark, Pays-Bas, Allemagne, Belgique, France ; il s’agit de notre bouvreuil pivoine qui se reproduit dans toute la France (sauf en Corse et sur la côte méditerranéenne) ; contrairement à ce qu’on peut lire dans plusieurs ouvrages, c’est cette même forme (P. p. europaea) qui se reproduit également dans l’est de la France et non la forme nominale (P. p. pyrrhula) qui apparaît de façon tout à fait exceptionnelle, lors d’irruptions ;
- P. p. iberiae (Voous, 1951) : Espagne, Portugal ;
- P. p. rossikowi (Derjugin & Bianchi, 1900) : nord de la Turquie, Caucase, Azerbaïdjan ;
- P. p. cineracea (Cabanis, 1872 : région située à l’ouest du lac Baïkal, monts Altaï, nord de la Mongolie, extrême est de l’ex-URSS ;
- P. p. caspica (Witherby, 1908) : nord de l’Iran, côte sud de la mer Caspienne ;
- P. p. cassinii (Baird, 1869) : Kamtchatka, côtes de la mer d’Okhotsk, îles Kouriles et Commandeur ;
- P. p. griseiventris (Lafresnaye, 1841) : nord du Japon, îles Kouriles ;
- P. p. rosacea (Seebohm, 1882) : extrême est de l’ex-URSS, île Sakhaline, Mandchourie.

Certaines sous-espèces ont eu ou ont encore un ou plusieurs noms vernaculaires différents, selon les époques et les régions. La sous-espèces P. p. pyrrhula est ainsi aussi appelée bouvreuil écarlate, bouvreuil ponceau ou bouvreuil trompetteur. La sous-espèce P. p. europea est aussi nommée bouvreuil pivoine, bouvreuil européen ou bouvreuil vulgaire. Le P. p. coccinea (Gmelin, 1789), une sous-espèce qui n'est plus reconnue, était appelé bouvreuil pivoine et bouvreuil ponceau,.
Certaines variétés sélectionnées en captivité sont considérées comme domestiques.

## Le Bouvreuil pivoine et l'homme

### Étymologie
Le mot bouvreuil vient probablement de la contraction du mot bœuf, en raison de la silhouette de l'oiseau, et du suffixe -euil.

### Menaces
Le Bouvreuil pivoine connaît une chute rapide depuis la fin des années 1970, due à la perte de son habitat, aux pesticides et au réchauffement climatique. Il est considéré comme nuisible pour l'agriculture dans de nombreuses régions d'Europe en raison de sa consommation de bourgeons d'arbres fruitiers. Ce déclin fait suite à une période de forts effectifs due à la chute du nombre d'Éperviers d'Europe. Son territoire s'est en revanche étendu en Pologne depuis le XIXe siècle et en Norvège plus récemment.
En mars 2008, Frédéric Jiguet (site Internet Vigie-Nature) a montré, pour la France, que l’espèce est en déclin marqué, ce qui résulterait surtout de deux chutes importantes d’effectifs en 1992 et en 2001. La situation française semble plus préoccupante que celle européenne. En France, c'est la sous-espèce Pyrrhula pyrrhula europoea Vieillot, 1816 (bouvreuil pivoine) qui prévaut.

### Utilisation comme oiseau d'ornement
Au XIXe siècle, le bouvreuil était souvent conservé sur le lieu de travail. La prédominance des maisons de commerce anglaises avec des connexions étendues a fait en sorte qu'elles ont déterminé les prix commerciaux, au détriment des grossistes allemands. Cette concurrence a réduit la marge bénéficiaire des petits commerçants soucieux de la qualité, qui avaient développé au fil du temps un important secteur d'activité grâce au commerce des bouvreuils. Dans le Vogelsberg et en Thuringe, on a appris au Bouvreuil à siffler certains chants. Les petits bouvreuils, en particulier de la sous-espèce P. p. coccinea, étaient considérés comme particulièrement capables d'apprendre. Les oiseaux étaient pris dans les nids avant de s'envoler pour leur faire répéter des chants, par étapes, plusieurs fois par jour. Une fois qu'ils l'avaient maîtrisé, la procédure était répétée avec une nouvelle partie du chant, jusqu'à ce que la chanson soit complète. Les bouvreuils doués pouvaient maîtriser jusqu'à trois chansons. De plus, les jeunes bouvreuils ont appris à imiter d'autres oiseaux chanteurs, en particulier le canari. Les oiseaux élevés étaient exportés d'Allemagne vers les États-Unis.

### Statut légal et protection

#### France
Le Bouvreuil pivoine bénéficie d'une protection totale sur le territoire français depuis l'arrêté ministériel du 17 avril 1981 relatif aux oiseaux protégés sur l'ensemble du territoire. Il est donc interdit de le détruire, le mutiler, le capturer ou l'enlever, de le perturber intentionnellement ou de le naturaliser, ainsi que de détruire ou enlever les œufs et les nids, et de détruire, altérer ou dégrader son milieu. Qu'il soit vivant ou mort, il est aussi interdit de le transporter, colporter, de l'utiliser, de le détenir, de le vendre ou de l'acheter.
Toutefois ces interdictions ne s'appliquent pas aux spécimens nés et élevés en captivité (arrêté du 29 octobre 2009).